# Germán Ocampo
Alberto Germán Ocampo, detto Kike (9 novembre 1957), è un allenatore di calcio a 5 ed ex giocatore di calcio a 5 argentino.

## Carriera
Utilizzato nel ruolo di giocatore di movimento, come massimo riconoscimento in carriera ha la partecipazione con la Nazionale di calcio a 5 dell'Argentina al FIFA Futsal World Championship 1989 dove i sudamericani sono giunti alla seconda fase, eliminati nel girone comprendente Paraguay, Brasile e Stati Uniti.